# Хаймисвиль
Хаймисвиль (нем. Heimiswil) — коммуна в Швейцарии, в кантоне Берн.
Входит в состав округа Бургдорф. Население составляет 1609 человек (на 31 декабря 2006 года). Официальный код — 0407.